# Dżudajdat al-Humr
Dżudajdat al-Humr (arab. جديدة الحمر) – wieś w Syrii, w muhafazie Aleppo. W 2004 roku liczyła 852 mieszkańców.